# Пришвін Михайло Михайлович
Миха́йло Миха́йлович При́швін (23 січня (4 лютого) 1873 року Хрущево-Левшин, Орловська губернія, Російська імперія — 16 січень 1954 Москва, СРСР) — російський письменник, прозаїк і публіцист. Інженер-землевпорядник за освітою, неодноразово подорожував по Російській імперії та СРСР як збірник фольклорного матеріалу та кореспондент. Відомий за оповіданнями та повістями для дітей, в яких описував та прославляв дику природу Росії.

## Біографія

### Дитинство і молодість
Михайло Пришвін народився 4 лютого (23 січня за старим стилем) 1873 в родовому маєтку Хрущево-Левшин. Батько, Михайло Дмитрович Пришвін, був купцем, розводив коней, займався садівництвом, був пристрасним мисливцем. Мати — Марія Іванівна, походила з купецького роду старообрядців Ігнатових. У родині було п'ятеро дітей: Олександр, Микола, Сергій, Лідія і Михайло. Батько, програвшись у карти, став алкоголіком, для погашення боргу продав кінний завод і заклав маєток. Невдовзі він помер, паралізований. Матері вдалося викупити маєток і дати дітям гідну освіту.
У 1882 році Михайла віддали вчитися в початкову сільську школу, в 1883 році він був прийнятий в перший клас Єлецької класичної гімназії. Там Михайло зажив слави хулігана та був відрахований з гімназії «за пащекування вчителю» (ним був Василь Розанов, майбутній релігійний філософ, літературний критик та публіцист). Його дядько, власник суднобудівного заводу І. Ігнатов, поклопотався про прийняття Михайла в Тюменське Олександрівське реальне училище. Закінчивши його в 1893 році, вирушив у Єлабугу і здав там екстерном іспити за повний курс класичної гімназії. Восени того ж року вступив на хіміко-агрономічний відділ хімічного факультету Ризького політехнікуму, де входив до студентської корпорації Fraternitas Arctica. Влітку 1896 року вирушив влітку на заробіток на кавказькі виноградники, де з іншими студентами боровся з комахами-шкідниками. Там майбутній письменник близько познайомився з марксистами. Повернувшись в Ригу, Пришвін вступив до марксистського гуртка, організованого Василем Ульріхом, переклав для нього книгу Августа Бебеля «Жінка і соціалізм». У 1897 році Пришвіна заарештували за поширення листівок і кинули в ліфляндську губернську в'язницю, де він пробув пів року. Потім близько пів року просидів в одиночній камері мітавської в'язниці. Пришвіна засудили до року тюремного ув'язнення з подальшою висилкою на батьківщину. Попередній термін позбавлення волі був врахований, і Пришвін повернувся в Хрущево під наглядом поліції із забороною проживати у великих містах імперії.
У липні 1898 року намагався відновитися в політехнікумі, але отримав відмову. В 1900 році, дослухавшись до наполягань матері, поїхав вчитися до Німеччини. Після декількох місяців занять у Лейпцизькій торговельній школі перейшов до університету в 1901 році. Протягом літнього семестру слухав лекції Ернста Геккеля в Єнському університеті, читав праці Канта, Спінози, Ніцше. Працював у лабораторії майбутнього Нобелівського лауреата, фізика, хіміка і філософа Вільгельма Оствальда. Був закоханий у доньку російського чиновника Варвару Петрівну Ізмалкову, проте в стосунках вона йому відмовила.
Навесні 1902 року отримав диплом інженера-землевпорядника та повернувся на батьківщину, працював на низці хуторів для укладання лісової енциклопедії. Там познайомився з напівграмотною селянкою Єфросинією Павлівною Смагльовою, з якою і одружився. Доти вона вже мала сина від попереднього шлюбу і покинула колишнього чоловіка. В шлюбі народилось троє дітей.
У 1904 році перейшов до вегетаційної лабораторії Дмитра Прянишникова в Петровській (нині — Тимірязевській) академії. З 1905 року працював агрономом на дослідній сільськогосподарській станції «Запілля» (селище Володарське) і «Черепенецкій монастир», дописував для журналу «Опытная агрономия». Написав кілька книг і статей з агрономії. Далі працював кореспондентом в газетах «Русские ведомости», «Речь», «Утро России» та інших. У дитячому журналі «Родничок» в 11-му і 12-му номерах за 1906 рік було надруковано перше оповідання Пришвіна під назвою «Сашок». З цього року починається захоплення Пришвіна фотографією. Перший фотоапарат він отримав від учителя з Олонецького краю під час подорожі для збору етнографічного матеріалу. В 1907 році стає постійним кореспондентом газети «Русские ведомости», одним з редакторів якого був його двоюрідний брат Іван Ігнатов. Надалі Пришвін не повертався до агрономії, але інтерес до природи в нього не зник, він захопився етнографією і фольклором, кілька місяців провів у Виговському краї. Тридцять вісім народних казок, записаних ним тоді, увійшли до збірки етнографа Миколи Ончукова «Північні казки».

### Початок письменництва
У 1907 році Михайло Пришвін здійснив подорож з Санкт-Петербурга до Архангельська, Білого моря, Кандалакші, Кольського півостріва, побував на Соловецьких островах. Після цього письменник на рибальському судні відправився в подорож по Північному Льодовитому океану і, побувавши за Каніним Носом, приїхав на Мурман. Потім на пароплаві він поїхав до Норвегії і, обігнувши Скандинавський півострів, повернувся в Санкт-Петербург. На основі вражень від подорожі в Олонецьку губернію Пришвіним була створена в 1907 році книга нарисів «В краю неляканих птахів (Нариси Виговського краю)», за яку він був нагороджений срібною медаллю Російського географічного товариства.
Ставши відомим в літературних колах, зблизився з Олексієм Ремізовим і Дмитром Мережковським, а також з Максимом Горьким і Олексієм Толстим. У 1908 році за результатами подорожі в Заволжжя була написана книга «Під стінами граду невидимого». В жовтні 1909 рік Пришвін став дійсним членом Санкт-Петербурзького релігійно-філософського товариства. Після поїздки по Криму і Казахстану написав нариси «Адам і Єва» і «Чорний араб». Максим Горький посприяв виданню в 1912—1914 роках першого зібрання творів Пришвіна.
У роки Першої світової війни був військовим кореспондентом, двічі побував на фронті, друкував нариси в різних газетах.

### Конфлікти з більшовицькою владою
Лютневу революцію зустрів з осудом, пропагував зближення влади з народом, синтез марксизму з християством. З осені 1917 року до весни 1918 року Пришвін був членом редакції газети партії есерів «Воля народу», публікував у ній антибільшовицькі статті. 31 грудня 1917 року в газеті «Воля народа» був надрукований нарис Пришвіна «Убивец!», де той негативно відгукувався про Володимира Леніна та революцію. 2 січня 1918 року письменник був заарештований і до 17 січня 1918 року перебував в пересильній в'язниці. Пришвін вступив в полеміку з Олександром Блоком з приводу примирення творчої інтелігенції з більшовиками. Рятуючись від повторного арешту, в квітні 1918 року залишив Петроград і осів в успадкованому від матері невеликому маєтку під Єльцем, де займався селянською працею. Звідти надсилав у пресу нариси, в яких описував невиправдане насильство більшовиків, знищення ними природного та культурного спадку Російської імперії. Восени 1918 року його маєток було реквізовано, а Михайла як колишнього поміщика виселено разом з родиною. Після цього Пришвін працював бібліотекарем в сусідньому селі Горобинка, вчителював. Крім того, він рятував книги з навколишніх бібліотек, яким загрожувало розграбування. Деталі біографії за квітень-вересень 1919, коли Єлець та околиці було відвойовано Костянтином Мамонтовим, невідомі, оскільки щоденники Пришвіна за цей період втрачені (або він знищив їх після повернення більшовиків).
До 1919 року померли майже всі його рідні: брати Олександр (1911), Сергій (1917), Микола (1919), мати Марія Іванівна (1914), сестра Лідія (1919). Влітку 1920 року письменник переїхав на батьківщину дружини в Смоленську губернію, де під містом Дорогобужем два роки працював шкільним вчителем і одночасно працював в селі Алексино організатором Музею садибного побуту в колишньому маєтку купця Баришнікова.

### Визнання в СРСР
1920-і виявились доволі плідними для письменника, в часи НЕПу він публікує чимало своїх творів. Він видав серію мисливських і дитячих оповідань, які згодом увійшли до книги «Календар природи» (1935), що прославила його як оповідача про життя природи. В 1923 році в московському видавництві «Коло» вийшла перша збірка дореволюційних нарисів під загальною назвою «Чорний араб». У 1925 році вийшла перша збірка оповідань для дітей під назвою «Матрьошка в картоплі». Перша публікація в дитячому журналі «Мурзилка» відбулася в 1926 році — в 8-му номері було надруковано оповідання «Гаїчки». В підсумку Пришвін змирився з більшовицькою владою, вважаючи вчинені нею насильства та руйнування наслідком світової війни, котрі належить виправити наступному поколінню.
Пришвін оселився в Єльці, крім письменництва, захоплювався полюванням і краєзнавством. З 1923 до останніх днів продовжував працювати над автобіографічним романом «Кощіїв ланцюг». На початку 1930-х років Пришвін побував на Далекому Сході, в результаті з'явилася книга «Дорогі звірі», яка послугувала основою для повісті «Жень-шень», виданій в 1933 році. В цей час він захопився фотографією, ілюстрував свої твори власноруч зробленими знімками природи. Про подорож по Костромської і Ярославської землі написано в повісті «Неодягнена весна». В 1930-і роки він навчався автосправі на Горьківському автозаводі та придбав фургон, на якому подорожував по країні. В 1933 році письменник знову відвідав Соловецькі острови і Виговський край, де будували Біломорсько-Балтійський канал. На основі вражень від цієї поїздки створив роман-казку «Осударева дорога». На Першому з'їзді Спілки письменників СРСР 1934 року був обраний членом правління.
У травні-червні 1935 року Пришвін здійснив ще одну подорож на Російську Північ разом з сином Петром. Потягом письменник дістався з Москви до Вологди і плив на пароплавах по річці Вологді, Сухоні й Північній Двіні до Верхньої Тойми. Звідти на конях дістався до верхньопідженських селищ Керг і Согра, потім на весловому човні досяг гирла Ілеші, і її притоки Коди. З верхів'їв Коди, пішки по дрімучому лісі разом з провідниками письменник пішов шукати «Берендеєві хащі». Повернувшись в Усть-Ілеш, Пришвін спустився по Пінезі до села Карпогори, а потім на пароплаві добрався до Архангельська. Після цієї поїздки на світ з'явилися книга нарисів «Берендеєві хащі» («Північний ліс») і повість-казка «Корабельні хащі», над якою Пришвін працював в останні роки життя.
Невдовзі після смерті дружини, в 1940 році, одружився вдруге з Валерією Дмитрівною Ліорко, що була його секретаркою. У своєму щоденнику в 1940-му році Пришвін симпатизував Німеччині й Адольфу Гітлеру. В 1941 році Пришвін евакуювався в село Усолья Ярославської області, де протестував проти вирубки лісу навколо села добувачами торфу. В 1943 році письменник повернувся в Москву і випустив у видавництві «Радянський письменник» оповідання «Фацелія» та «Лісова капель».
У 1945 році Михайло Пришвін написав казку-бувальщину «Комора сонця». Наступного року письменник купив і реставрував будинок в селі Дуніна Звенигородського району Московської області, в якому жив у літній період 1946—1953 років.

### Смерть і вшанування пам'яті
Останні пів року письменник був хворий на рак шлунка. Помер Михайло Михайлович Пришвін вночі 16 січня 1954 року. Похований на Введенському кладовищі в Москві. Будинок, де він жив у 1946—1953 роках, було перетворено на музей Михайла Пришвіна.
На честь письменника названо астероїд 9539 Prishvin, кавказький пік та озеро, вулиці в Києві, Донецьку, Кривому Розі, Москві, Липецьку, Єльці, Орлі, Тюмені, Усть-Куті, Петрозаводську, Переяславі-Заліському.

## Основні твори

### Романи
- «Осударева дорога» (рос. Осударева дорога, опубліковано в 1957)
- «Кощіїв ланцюг» (рос. Кащеева цепь, опубліковано в 1960)

### Повісті
- «Жень-шень» (рос. Жень-шень / Корень жизни, 1933)
- «Неодягнена весна» (рос. Неодетая весна, 1940)
- «Комора сонця» (рос. Кладовая солнца, 1945)
- «Повість нашого часу» (рос. Повесть нашего времени, 1946)
- «Корабельні хащі» (рос. Корабельная чаща, 1954)

### Оповідання
- «Весна світла» (рос. Весна света, 1938)
- «Мої зошитки» (рос. Мои тетрадки, 1940)
- «Дідусевий валянок» (рос. Дедушкин валенок, цикл, 1941)
- «Оповідання про ленінградських дітей» (рос. Рассказы о ленинградских детях, 1943)
- «Фацелія» (рос. Фацелия, 1943)

### Нариси
- «У краю неляканих птахів» (рос. В краю непуганых птиц, збірка, 1907)
- «За чарівним колобком» (рос. За волшебным колобком, збірка, 1908)
- «Під стінами граду невидимого» (рос. У стен града невидимого, збірка, 1909)
- «Адам і Єва» (рос. Адам и Ева, 1910)
- «Чорний араб» (рос. Черный араб, 1910)
- «Славні бубни» (рос. Славны бубны, 1913)
- «Черевики» (рос. Башмаки, 1923)
- «Джерела Берендея» (рос. Родники Берендея, 1925—1926)

### Нотатки й мініатюри
- «Календар природи» (рос. Календарь природы, 1935)
- «Лісова капель» (рос. Лесная капель, цикл, 1940)
- «Очі землі» (рос. Глаза земли, видано в 1957)

### Щоденники
- Ранній щоденник. 1905—1913
- Щоденники 1905—1954

## Переклади українською
- Пришвін М. М. Золота Лука: Оповідання / переклад Микити Шумили. Київ: Веселка, 1974, 110 с.
  - Їжак
  - Золота лука
  - Ярик
  - Перша стойка
  - Жахлива зустріч
  - Звір бурундучок
  - Біле намистечко
  - Гаїчки
  - Деркач і перепілка
  - Хлопавки
  - Вискочка
  - Птахи під снігом
  - Вальдшнеп
  - Білоччина пам'ять
  - Мурашки
  - Розмова дерев
  - Поверхи лісу
  - Верховодки
  - Біля гнізда
  - Дятел
  - Луб'яна дудочка
  - Берези
  - Темний ліс
  - Галявинка в лісі
  - Ведмідь
  - Таємничий ящик
  - Звірі
  - Знайомий бекас
  - Куниця-медунка
  - Павутинка
  - Комора сонця